# Gynaecoserica bicolorata
Gynaecoserica bicolorata är en skalbaggsart som beskrevs av Ahrens och Fabrizi 2009. Gynaecoserica bicolorata ingår i släktet Gynaecoserica och familjen Melolonthidae. Inga underarter finns listade i Catalogue of Life.